# Phasia villosa
Phasia villosa là một loài ruồi trong họ Tachinidae.